# Ботвиновский
Ботвиновский — посёлок в Новодеревеньковского района Орловской области России. Входит в состав Новодеревеньковского сельского поселения

## География
Посёлок расположен в окружении села Новая Заря (на северо-запада), а также деревень Обновлённая Земля (на северо-востоке) и Плоское (на юго-западе).
Просёлочной дорогой Ботвиновский соединён с автодорогой, проходящей восточнее посёлка.

## Население
| 2010 |
| ---- |
| 0    |